# Songs from the Heart
Albums de George Jones
George Jones Salutes Hank Williams
(1960) Sings Country and Western Hits
(1962)
Songs from the Heart est un album de l'artiste américain de musique country George Jones. Cet album est sorti en 1962 sur le label Mercury Records.

## Liste des pistes
| No  | Titre                              | Auteur    | Durée |
| --- | ---------------------------------- | --------- | ----- |
| 1.  | The Race Is On                     |           |       |
| 2.  | She Once Lived Here                |           |       |
| 3.  | Open Pit Mine                      |           |       |
| 4.  | Sometimes You Just Can't Win       |           |       |
| 5.  | Worried Mind                       |           |       |
| 6.  | Good Old Fashioned Cry             |           |       |
| 7.  | House Without Love                 |           |       |
| 8.  | Girl I Used to Know                |           |       |
| 9.  | Ain't It Funny What a Fool Will Do |           |       |
| 10. | San Antonio Rose                   | Bob Wills |       |